# 81–717.2K/714.2K

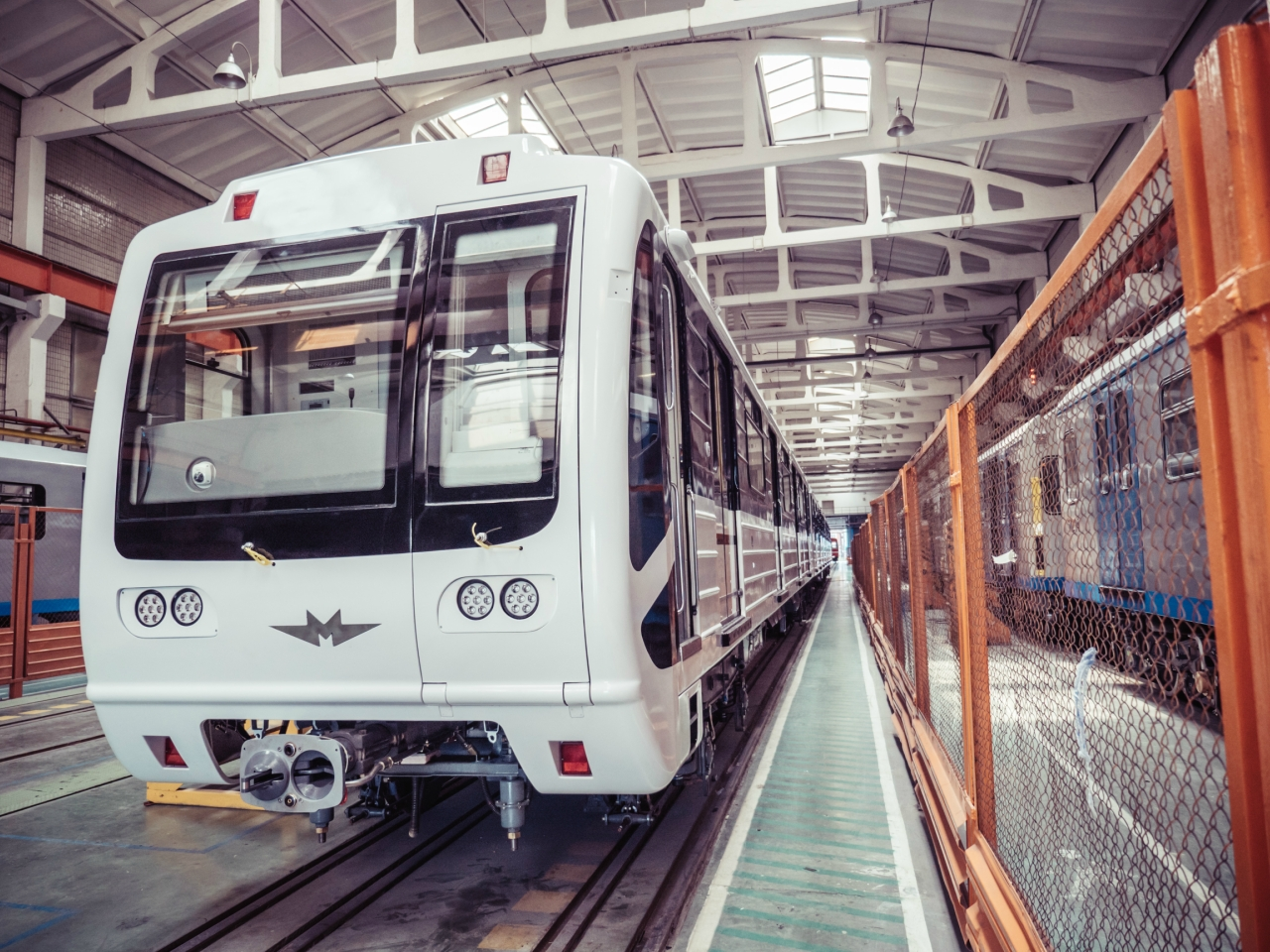
81–717.2K, még a Metrovagonmas gyárában

A 81–717.2K és 81–714.2K altípusok a 81–717 és 81–714 típusok modernizált változata, mely a budapesti M3-as metróvonalon közlekednek. A 37 szerelvényt, összesen 222 kocsit 2016 és 2018 között újította fel a Metrovagonmas a mityiscsi gyárában. Forgalomba állásuk után kezdetben a szerelvények gyakran meghibásodtak, főképpen az ajtónyitással voltak gondok. 2018. április 2-ától csak a felújított szerelvények közlekednek az M3-as metróvonalon. Beceneve: Panda.

## Kritikák a metrókkal kapcsolatban
A felújított szerelvények Budapestre érkezése után, 2018-ban egyesek felvetették, hogy valójában teljesen új kocsik érkeztek Budapestre a régiek helyett. Gy. Németh Erzsébet fővárosi közgyűlési képviselő feljelentést is tett. A történet hátterében az áll, hogy a Metróért Egyesület olyan internetes fényképet fedezett fel, amelyen az év június 22-én egy Budapesti metrószerelvény látható Moszkvában. Eddigre már hivatalosan megérkezett Budapestre az összes metrókocsi. (Tehát azok legalább egyikének újnak kellett lennie.)  A BKV Zrt. visszautasította az állítást. (Ismeretes, hogy a Magyarországon használthoz hasonló metrószerelvényeket a Szovjetunió más országokba is importálta, illetve Oroszországban is használják őket.)
2020. november 26-án a Népszavában egy olyan cikk jelent meg belső forrásokra hivatkozva, amely valóban alátámasztani látszik a teljes (majdnem teljes) cserék feltételezését.